# 아텔레타
아텔레타(이탈리아어: Ateleta)는 이탈리아 아브루초주 라퀼라도에 있는 코무네이다.